# 杏林镇 (渭南市)
杏林镇，是中华人民共和国陕西省渭南市华州区下辖的一个乡镇级行政单位。

## 行政区划
杏林镇下辖以下地区：
给排水公司社区、复肥厂社区、杏林村、梁西村、李庄村、三溪村、梓里村、磨村、龙山村、城南村、李坡村、车湾村、灰池村、天岩村、康坪村和老观村。